# Coupe d'Algérie 2023-2024
La Coupe d'Algérie 2023-2024, anche nota come Coupe d'Algérie Mobilis 2023-2024 per motivi di sponsorizzazione, è la 57ª edizione della coppa nazionale algerina di calcio, iniziata il 2 febbraio 2024 e che terminerà nel maggio 2024. Il vincitore della competizione ottiene la qualificazione per la Coppa della Confederazione CAF 2024-2025.
La squadra campione in carica è l'ASO Chlef, che ha vinto la sua seconda coppa nazionale nell'edizione 2022-2023.

## Calendario
Il programma del torneo è il seguente.
| Turno                   | Incontri            |
| ----------------------- | ------------------- |
| Trentaduesimi di finale | 2-3-4 febbraio 2024 |
| Sedicesimi di finale    | 8-9 marzo 2024      |
| Ottavi di finale        | 29-30 marzo 2024    |
| Quarti di finale        | 12-16 aprile 2024   |
| Semifinali              | 23-24 aprile 2024   |
| Finale                  | --                  |

## Trentaduesimi di finale
Il sorteggio per i trentaduesimi di finale si è tenuto il 7 gennaio 2024.
| Squadra 1          | Risultato       | Squadra 2            |
| ------------------ | --------------- | -------------------- |
| 2 febbraio 2024    |                 |                      |
| JS Azazga          | 5 – 0           | US Tébessa           |
| AS Khroub          | 5 – 0           | CRB Hennaya          |
| CRB Ben Badis      | 2 – 1           | JM Sidi Salem        |
| NRB Teleghma       | 0 – 2           | MC Alger             |
| JSD Jijel          | 2 – 0           | MC Ouled Yaïche      |
| IRB Ouargla        | 0 – 1           | Paradou AC           |
| AB Barika          | 1 – 2           | ASO Chlef            |
| US Chaouia         | 3 – 1           | JSM Tiaret           |
| GC Mascara         | 2 – 1           | MB Hassi Messaoud    |
| NA Hussein Dey     | 1 – 1 (4-2 dtr) | WA Mostaganem        |
| CRB Beni Tamou     | 0 – 1           | Olympique Akbou      |
| ASM Oran           | 2 – 0           | IB Khémis El Khechna |
| USM Annaba         | 3 – 2           | SA Sétif             |
| NRB Tazouguert     | 1 – 2           | ES Sétif             |
| US Souf            | 1 – 3           | ES Ben Aknoun        |
| RC Bougaa          | 2 – 0           | NASR El Fedjoudj     |
| 3 febbraio 2024    |                 |                      |
| SCM Oran           | 0 – 3           | ES Mostaganem        |
| CA Batna           | 2 – 0           | ES Bouakeul          |
| CRB Bougtob        | 0 – 2           | JS Saoura            |
| E Sour El Ghozlane | 0 – 0 (0-3 dtr) | Hydra AC             |
| CR Zaouia          | 1 – 0 (dts)     | CRB Adrar            |
| MC Oran            | 3 – 0           | CR Béni Thour        |
| US Biskra          | 3 – 0           | AS Bordj Ghedir      |
| IS Tighennif       | 2 – 1           | JS El Biar           |
| MO Constantine     | 4 – 1           | IR Bouhenni Tiaret   |
| USM Khenchela      | 4 – 0           | WA Boufarik          |
| WA Tlemcen         | 1 – 0           | USM Blida            |
| MB Rouissat        | 1 – 0 (dts)     | JS Guir              |
| 4 febbraio 2024    |                 |                      |
| US Boukhadra       | 2 – 5           | USM Alger            |
| NC Magra           | 0 – 2           | CS Constantine       |
| 19 febbraio 2024   |                 |                      |
| MC El Bayadh       | 1 – 1 (3-5 dtr) | SC Mécheria          |
| 5 marzo 2024       |                 |                      |
| JS Kabylie         | 0 – 2           | CR Belouizdad        |

## Sedicesimi di finale
Il sorteggio dei sedicesimi di finale si è tenuto il 7 gennaio 2024.
| Squadra 1       | Risultato       | Squadra 2      |
| --------------- | --------------- | -------------- |
| 8 marzo 2024    |                 |                |
| IS Tighennif    | 1 – 3           | ES Mostaganem  |
| NA Hussein Dey  | 1 – 0           | MO Constantine |
| ASO Chlef       | 2 – 2 (3-5 dtr) | US Biskra      |
| USM Khenchela   | 3 – 2 (dts)     | GC Mascara     |
| Paradou AC      | 1 – 2           | MC Oran        |
| USM Alger       | 8 – 0           | MB Rouissat    |
| 9 marzo 2024    |                 |                |
| Hydra AC        | 0 – 1           | JSD Jijel      |
| JS Azazga       | 1 – 1 (8-7 dtr) | CRB Ben Badis  |
| US Chaouia      | 1 – 1 (3-5 dtr) | RC Bougaa      |
| Olympique Akbou | 2 – 0           | SC Mécheria    |
| WA Tlemcen      | 0 – 0 (7-6 dtr) | JS Saoura      |
| CA Batna        | 0 – 0 (2-3 dtr) | USM Annaba     |
| ES Ben Aknoun   | 3 – 0           | ASM Oran       |
| CR Zaouia       | 1 – 4           | MC Alger       |
| ES Sétif        | 1 – 1 (8-9 dtr) | CS Constantine |
| CR Belouizdad   | 2 – 1           | AS Khroub      |

## Ottavi di finale
Il sorteggio per gli ottavi di finale si è tenuto il 17 marzo 2024.
| Squadra 1      | Risultato         | Squadra 2       |
| -------------- | ----------------- | --------------- |
| 29 marzo 2024  |                   |                 |
| ES Mostaganem  | 1 – 1 (13-12 dtr) | NA Hussein Dey  |
| CR Belouizdad  | 2 – 0             | Olympique Akbou |
| USM Annaba     | 0 – 2             | CS Constantine  |
| 30 marzo 2024  |                   |                 |
| ES Ben Aknoun  | 1 – 0             | JSD Jijel       |
| USM Khenchela  | 1 – 2             | MC Alger        |
| US Biskra      | 1 – 0             | MC Oran         |
| JS Azazga      | 2 – 2 (0-1 dtr)   | WA Tlemcen      |
| 12 aprile 2024 |                   |                 |
| USM Alger      | 7 – 0             | RC Bougaa       |

## Quarti di finale
Il sorteggio per i quarti di finale si è tenuto il 17 marzo 2024.
| Squadra 1      | Risultato       | Squadra 2     |
| -------------- | --------------- | ------------- |
| 12 aprile 2024 |                 |               |
| CR Belouizdad  | 3 – 3 (4-2 dtr) | ES Mostaganem |
| 13 aprile 2024 |                 |               |
| CS Constantine | 0 – 0 (5-4 dtr) | ES Ben Aknoun |
| 14 aprile 2024 |                 |               |
| WA Tlemcen     | 0 – 2           | MC Alger      |
| 16 aprile 2024 |                 |               |
| US Biskra      | 1 – 3           | USM Alger     |

## Semifinali
Il sorteggio per le semifinali si è tenuto il 17 aprile 2024.
| Squadra 1      | Risultato       | Squadra 2      |
| -------------- | --------------- | -------------- |
| 23 aprile 2024 |                 |                |
| MC Alger       | 2 – 1 (dts)     | CS Constantine |
| 24 aprile 2024 |                 |                |
| CR Belouizdad  | 0 – 0 (3-1 dtr) | USM Alger      |

## Finale
| Arbitro: | Mustapha Ghorbal |

|  |           |            |
|  | Marcatori | 42’ Keddad |